# هيئة الطرق والمواصلات (دبي)
هيئة الطرق والمواصلات في دبي اختصارًا RTA، هي الهيئة الحكومية المستقلة الرئيسية في حكومة دبي بإمارة دبي في الإمارات العربية المتحدة وهي مسؤولة عن تخطيط وتنفيذ مشاريع النقل والمرور إلى جانب التشريعات والخطط الاستراتيجية للنقل في المدينة. تأسست في عام 2005.

## التاريخ
تأسست هيئة الطرق والمواصلات عام 2005 بموجب القانون رقم 17 - 2005. والذي أصدره نائب رئيس الدولة رئيس مجلس الوزراء وحاكم دبي مكتوم بن راشد آل مكتوم بهدف تطوير أنظمة النقل بحيث تكون متكاملة ومستدامة وعالمية المستوى لسكان دبي. في عام 2012، أعلنت موسوعة جينيس للأرقام القياسية أن مترو دبي التابع لهيئة الطرق والمواصلات هو أطول نظام مترو بدون سائق آلي بالكامل في العالم بطول 75 كيلومتر (47 ميل). وفي يونيو 2024 حصلت هيئة الطرق والمواصلات بدبي على تصنيف الـ 5 نجوم من قبل مجلس السلامة البريطاني للعام الجاري 2024.

## عمل الهيئة
تهدف هيئة الطرق والمواصلات إلى توفير نظام نقل فعال ومتكامل في إمارة دبي من خلال:
- إنشاء وتشغيل وإدارة نظام نقل متكامل في إمارة دبي، بما يشمله من طرق وخدمات وبنية تحتية.
- إعداد الخطط الاستراتيجية الشاملة فيما يتعلق بتطوير النقل في إمارة دبي وذلك بالتنسيق مع الجهات المختصة داخل وخارج الإمارة.
- إجراء الدراسات المتعلقة برسوم النقل والطرق والمرور في الإمارة .
- العمل على تحقيق الاستفادة المثلى من جميع العناصر المتوفرة ضمن قطاع النقل والمرور كالطرق والمركبات والحافلات والقطارات والنقل البحري.
- دراسة وإعداد اللوائح التشغيلية والتنظيمية الخاصة بالهيئة.
- ترخيص الأنشطة المتعلقة بعمل الهيئة.

## الأهداف الاستراتيجية
من أهم الأهداف الاستراتيجية لهيئة الطرق والمواصلات في دبي:
- تحقيق التكامل والنقل المبتكر.
- العمل على اسعاد المتعاملين .
- تحقيق الاستدامة.
- الحفاظ على الصحة والسلامة والأمن.
- الاستعداد للمستقبل.

## نظام الإدارة
يرأس هيئة الطرق والمواصلات المدير العام ورئيس مجلس المديرين. وتنقسم الإدارة إلى خمس وكالات أو أقسام مختلفة، لكل منها مديروها ومديروها التنفيذيون وهي. وكالة النقل العام، ووكالة المرور والطرق، ووكالة القطارات، ووكالة الترخيص وتاكسي دبي.

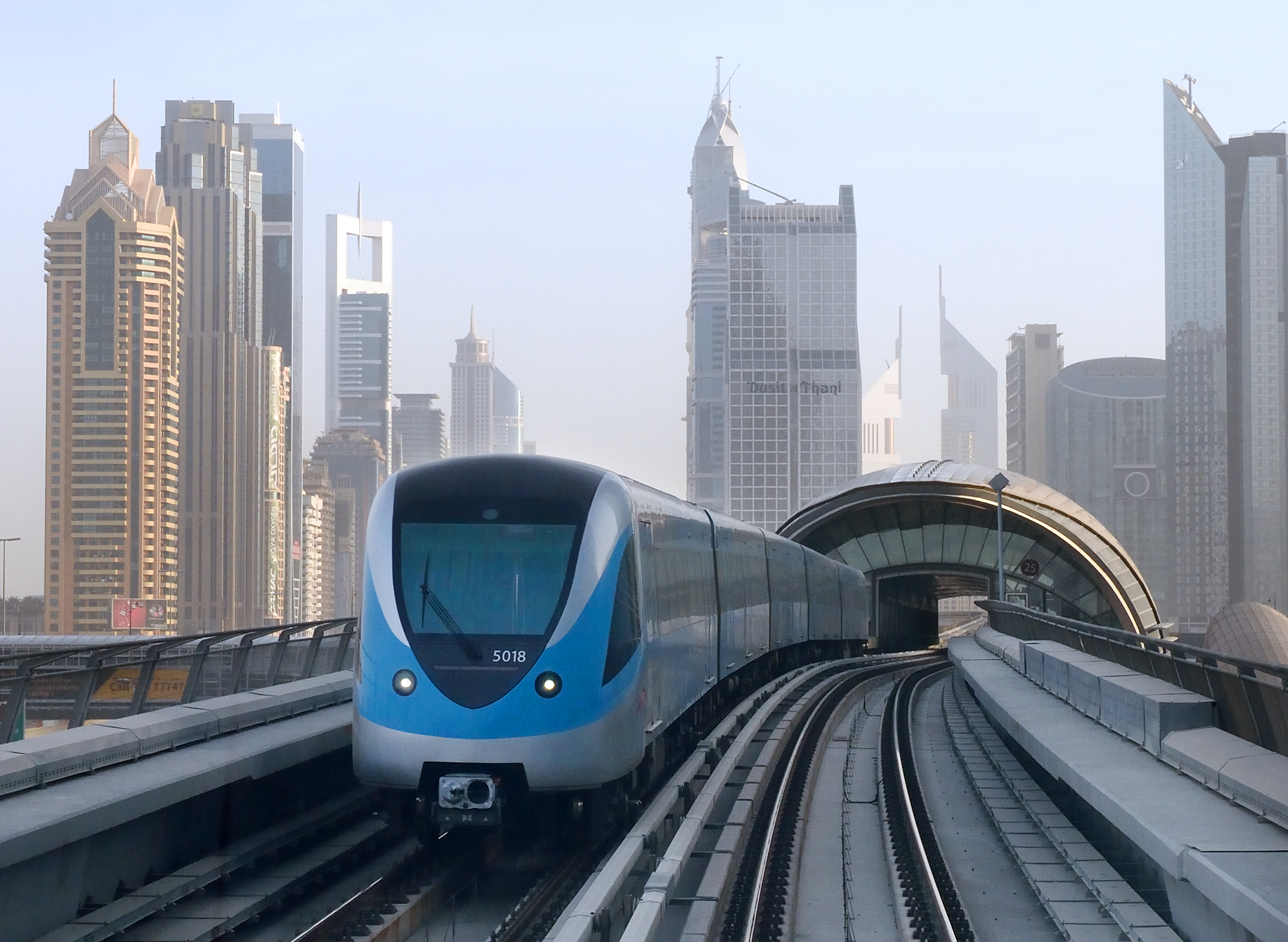
مترو دبي

## ركوب المترو والحافلات والترام
تُعد هيئة الطرق والمواصلات المزود الوحيد لخدمات النقل العام في دبي من خلال مترو دبي وترام دبي وأبراس وحافلة دبي وحافلة دبي المائية والتاكسي المائي ودبي فيري جنبًا إلى جنب مع تاكسي دبي وشركات سيارات الأجرة المرخصة.

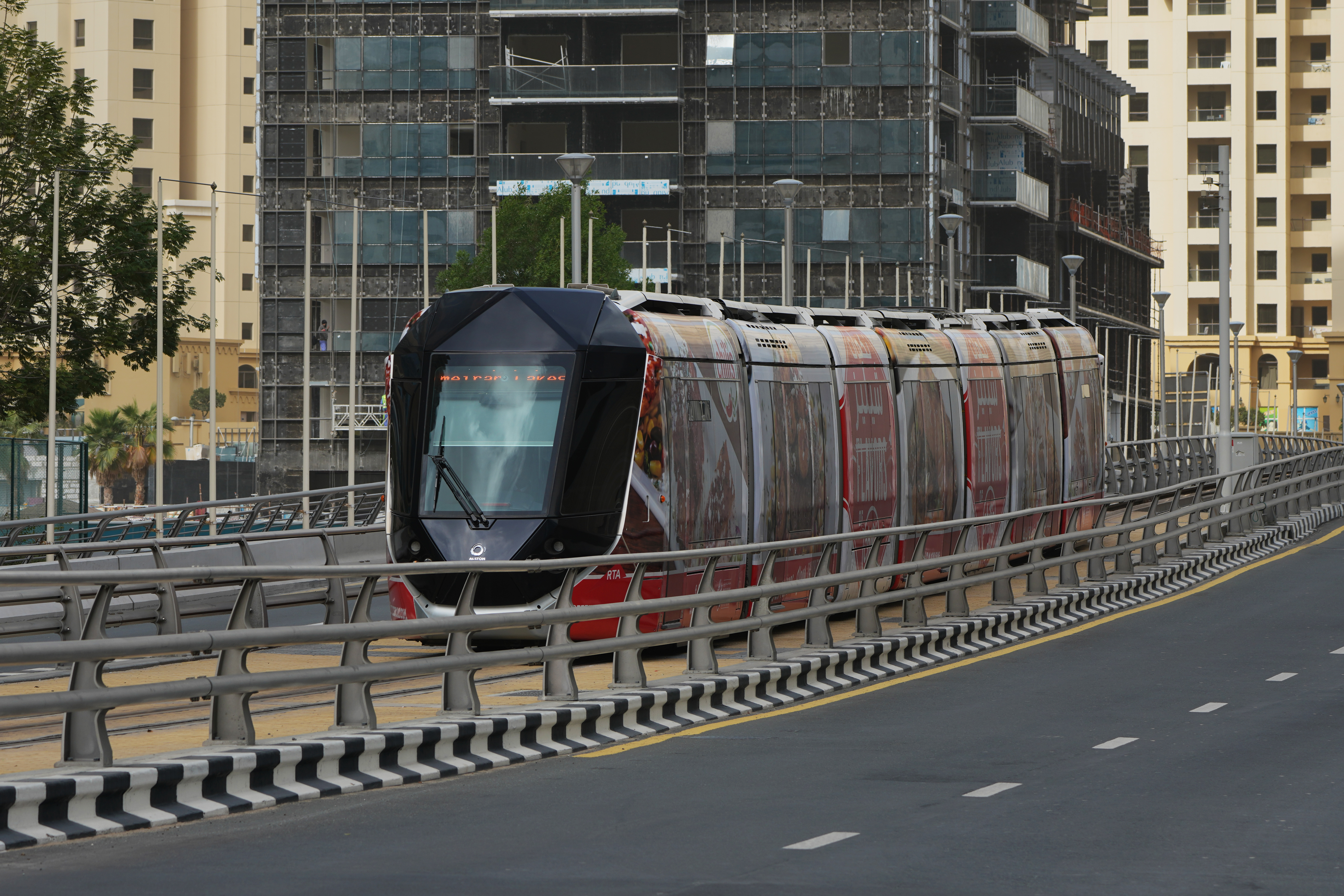
ترام دبي

تُشغل هيئة الطرق والمواصلات ما يقرب من 1,442 حافلة على 107 مسارًا، وتنقل ما يقرب من 7 ملايين راكب في ما يقرب من 179,000 رحلة شهريًا بواسطة خدمة الحافلات ؛ ومع ذلك، فإن مترو دبي عبارة عن نظام قطار مترو آلي بالكامل بدون سائق يتم تركيبه في كل مكان في جميع أنحاء المدينة. جميع القطارات والمحطات مكيفة الهواء.
المترو مقسم إلى خطين هما أحمر وأخضر. سجل كلا الخطين معًا 164.3 مليون راكب في عام 2014 مقارنة بـ 137.759 مليونًا في عام 2013 و 109.491 مليونًا في عام 2012.
أطلقت هيئة الطرق والمواصلات في عام 2015 نظامًا متطورًا لعد ركاب الحافلات يعرف باسم «راصد». بلغ إجمالي عدد ركاب وسائل النقل العام في دبي 531.350 مليون في عام 2014.
وقد بلغ المتوسط اليومي لعدد ركاب وسائل النقل العام في النصف الأول من عام 2024 نحو 1.98 مليون راكب يومياً.

## الخدمات والتكنولوجيا
تستخدم هيئة الطرق والمواصلات تقنيات متطورة وذكية أبرزها تطبيق الهاتف المحمول الذي يشمل الخدمات كافة وهي: بطاقة نول، والمحرك الذكي، والنقل العام، ودبي درايف، ومواقف السيارات الذكي، وسمارت تاكسي، وسالك الذكي، وهيئة الطرق والمواصلات في دبي، وتطبيق وجهتي، وتطبيق خدمة الشركات التي تتبع هيئة الطرق والمواصلات.

## خدمات أصحاب الهمم
أعلنت هيئة الطرق والمواصلات بدبي عن إنجاز المرحلة الثالثة الخاصة بمشروع تأهيل مبانيها ومرافقها لتكون صديقة لأصحاب الهمم وبلغ عدد المرافق والمباني المؤهلة 26 منها المبنى الرئيس، و15 محطة حافلة، و4 مباني لمواقف السيارات متعددة الطوابق، و2 من مراكز إسعاد المتعاملين، بالإضافة إلى 5 مباني إدارية ومحطة الجداف للنقل البحري.

## مركز دبي للأنظمة المرورية الذكية
يُعتبر مركز دبي للأنظمة المرورية الذكية في البرشاء، أحد أكبر وأحدث مراكز التحكّم المروري عالمياً يوظف تقنيات الذكاء الاصطناعي وتقنيات التنبؤ بالازدحامات المرورية لتقديم خدمات نوعية واستباقية لكل مستخدم لشبكة طرق دبي.
وقد ساهم المركز منذ أن افتتح في نوفمبر عام 2020 في تحسين انسيابية التنقّل، ورفع كفاءة إدارة الحركة المرورية وتقليل زمن الرحلة بنسبة 20%، وتحسين رصد الأحداث بنسبة 63%، وتحسين زمن الاستجابة بنسبة 30%.
وقد تم ربط الإشارات المرورية بنظام التحكم المروري بنسبة 100%»، وزود المركز بنظام التحكّم المروري المتقدم: (iTraffic) وشبكة ألياف بصرية يصل طولها إلى 820 كيلومتراً، ويتصل بـ425 كاميرا مراقبة للحركة المرورية، بينها كاميرات تابعة لشرطة دبي، و235 جهازاً لرصد وتعداد المركبات، و115 جهازاً لقياس زمن الرحلة، و112 لوحة إرشادية إلكترونية، و17 محطة استشعار لحالة الطقس.

## جوائز
- حازت هيئة الطرق والمواصلات في دبي على جائزة رؤية إدارة الطاقة لعام 2024 من المنتدى الوزاري العالمي للطاقة النظيفة تقديرًا لتقديم الهيئة دراسة حالة حول نظام إدارة الطاقة ISO 50001، ودورها البارز في تعزيز الممارسات المستدامة لإدارة الطاقة وتشجيع الانتقال إلى اقتصاد الطاقة النظيفة العالمي.[24]
- نالت شهادة التميز في تخطيط وتنظيم قطاع النقل لتفوقها في تطبيق أفضل الممارسات العالمية، وتطوير خطط استراتيجية تعتمد على جمع وتحليل المعلومات واستخدام أدوات تحليل حديثة.[25]
- استحقت شهادة الريادة العالمية عن جهودها في تنفيذ فرص استثمارية تهدف إلى زيادة الإيرادات وتعزيز التعاون مع القطاع الخاص.[25]
- نالت الهيئة شهادة الاعتراف عن «الاستراتيجية الرقمية للهيئة 2030» التي تشمل 24 مبادرة مبتكرة، تغطي مجالات مثل التوأمة الرقمية، والميتافيرس والذكاء الاصطناعي.[25]
- حصلت الهيئة على شهادة الاعتراف لدورها في تقييم ودمج ثقافة الابتكار في عملياتها، بما يتماشى مع الخطة الاستراتيجية للهيئة 2024-2030[25]
- فازت هيئة الطرق والمواصلات بدبي بجائزة العام لأفضل الأعمال المستدامة من مؤسسة (الريادة والاستدامة العالمية) للعام 2023 وذلك عن فئة نظام تأجير المركبات الالكتروني الذي ابتكرته الهيئة.[26]
- ثلاث جوائز عالمية عن انجازاتها وريادتها في النظام الالكتروني لتأجير أنشطة النقل (TARS) من قبل مؤسسة آي دي سي لجوائز مشاريع المستقبل التابعة لمجموعة البيانات الدولية.[26]
- فازت هيئة الطرق والمواصلات بثلاث من جوائز القيادة الآسيوية في مجالات الاستدامة في معالجة المياه والابتكار في الأعمال والابتكار الرقمي.[27]
- حصلت الهيئة على جائزة خاصة بـالابتكار التقني الحكومي عن فئة التحول الرقمي في مركز الاتصال التابع للهيئة، وفئة المدينة الذكية عن «مشروع إكسبو2020»[28]
- فازت الهيئة بجائزة «BIG SEE Architecture Award2023» عن مبنى مركز دبي للأنظمة المرورية الذكية (في البرشاء) ضمن فئة «المباني الحكومية». وتختص هذه الجائزة بتكريم الإنجازات المبتكرة في مجالات التصميم الداخلي والهندسة المعمارية.[29] حيث يتميز تصميم المركز بالاستدامة من خلال السماح للإضاءة الطبيعية الدخول للمبنى وتبلغ مساحته أكثر من 7000 متر مربع.[30]
- فازت هيئة الطرق والمواصلات بدبي بجائزة "ساس التقديرية" عن فئة الابتكار في حلول التنقل باستخدام الذكاء الاصطناعي، وذلك تقديراً لجهود الهيئة في استخدام الذكاء الاصطناعي في عمليات البحث والتطوير ذات العلاقة بإدارة الحلول المرورية[31]
- حققت خدمات مترو دبي وترام دبي إنجازاً بحصولها على نسبة 95.88% في المعيار الدولي لتجربة المتعاملين لعام 2024، مسجلةً قفزة نوعية مقارنةً بمعدل 87.2% في عام 2022 و92.2% في عام 2023.[32]
- حصلت هيئة الطرق والمواصلات على ثلاث جوائز من مؤسسة (ICMG) المتخصصة في مجال استراتيجية وخدمات تقنية المعلومات عن كل من فئات التحول الرقمي في قطاع النقل، وحلول الحوسبة السحابية، والمعمارية المؤسسية.[33]

## وصلات خارجية
- الموقع الرسمي لهيئة الطرق والمواصلات
- الموقع الرسمي لسالك